# Text masoretic
Textul masoretic (TM sau 𝕸) este textul de referință al Bibliei ebraice care grupează scripturile ebraice în așa-numitul TaNaK (prescurtate de la Tora-Neviim-u-Ketuvim). Acest text definește cărțile din canonul ebraic și precizează modul de citire al textelor biblice în iudaism, precum și vocalizarea și accentuarea cunoscută sub numele de Masorah. Textul masoretic este utilizat ca bază pentru multe dintre traducerile protestante ale Vechiului Testament și, în ultimii ani (din 1943), pentru unele Biblii catolice. În timpurile moderne Manuscrisele de la Marea Moartă au demonstrat că textele masoretice sunt aproape identice cu unele texte din TaNaK, datând din secolul al III-lea î.Hr., dar diferite de alte texte.